# Kanimozhi
Kanimozhi (கனிமொழி), née le 5 janvier 1968 à Chennai, est une poétesse, journaliste et femme politique indienne du Tamil Nadu. De 2007 à 2013, elle siège au Rajya Sabha, la chambre haute du parlement fédéral indien, sous les couleurs du parti DMK.
Fille du leader du DMK et ancien chef du gouvernement (Chief Minister) du Tamil Nadu Karunanidhi, Kanimozhi est une figure prééminente de la vie politique tamoule. En 2011, sa mise en accusation dans une affaire de corruption la propulse sur le devant de la scène médiatique en Inde.

## Biographie
Née à Chennai le 5 janvier 1968, Kanimozhi est la fille de Karunanidhi, le leader du parti DMK qui a occupé le poste de chef du gouvernement (Chief Minister) de l'état du Tamil Nadu à cinq reprises. Sa mère est la troisième épouse de Karunanidhi, Rajathi, et ses deux demi-frères aînés Alagiri et Stalin sont tous deux des politiciens de premier plan. 
En 1989, Kanimozhi épouse Athiban Bose, un homme d'affaires originaire de Sivakasi. Ce premier mariage se solde par un divorce, et le 21 août 1997 elle se marie une seconde fois avec G. Aravindan, un écrivain appartenant à la minorité tamoule de Singapour. Ensemble, ils ont un fils prénommé Aditya.

## Vie publique
Kanimozhi étudie à Chennai, d'abord à l'école de Church Park puis au couvent de la Présentation, et enfin à l'Ethiraj College où elle obtient un master en économie. Comme son père avant elle, Kanimozhi est une amoureuse des lettres qui écrit de la poésie et participe activement à la vie littéraire. En collaboration avec Karti Chidambaram, fils du ministre fédéral de l'intérieur P. Chidambaram, elle lance un site internet appelé Karuthu (tamoul : கருத்து, « opinion »). Elle travaille comme secrétaire de rédaction au quotidien The Hindu, mais aussi pour des périodiques en langue tamoule tels que Tamil Marasu et Kungumam. En 2007, elle est à l'origine et prend la direction d'un festival culturel et artistique, le Chennai sangamam. Elle dénonce à plusieurs reprises les atrocités de la guerre civile au Sri Lanka.
Membre du comité exécutif du DMK, elle est à la tête du forum art, littérature et rationalité du parti. En juillet 2007, elle est élue députée au Rajya Sabha, la chambre haute du parlement fédéral indien, pour un mandat de six ans qui prend fin en juillet 2013.

## L'affaire «2G spectrum»
En 2011, Kanimozhi est mise en cause par le bureau central d'enquête (CBI) dans une vaste affaire de corruption liée à l'attribution de licences de téléphonie mobile, l'affaire 2G spectrum. Le 20 mai, une cour de justice spéciale décide de sa mise en détention. Après avoir passé six mois derrière les barreaux de la prison de Tihar à Delhi, elle est remise en liberté sous caution fin novembre 2011. 
Estimant être injustement mise en cause, Kanimozhi en appelle à la Cour suprême pour que les charges pesant contre elle soient abandonnées.